# Vorstbeving
Een vorstbeving of cryoseismiek is een seismisch verschijnsel dat ontstaat wanneer vocht in de ondergrond bevriest en het gesteente waarin het zich bevindt doet scheuren. Dit uit zich als gerommel, gekraak, geknal of zelfs als schokken die vergelijkbaar zijn met die van een aardschok.
Het verschijnsel is zeldzaam en treedt op na een zeer natte periode, die gevolgd wordt door een forse en snelle afkoeling, die het water diep in de ondergrond doet bevriezen voordat het is weggezakt. In de strenge winter van 2013/2014 werden vorstbevingen gemeld in Noord-Amerika en Canada. De grond in het grootste deel van België en Nederland is dusdanig van samenstelling, en de minimumtemperaturen zo hoog, dat vorstbevingen er onbekend zijn.
In februari 2023 waren er vorstbevingen in Maine 